# Crevette stylet d'Argentine
Artemesia longinaris
Genre
Espèce
La crevette stylet d'Argentine (Artemesia longinaris) est une espèce de crustacés décapodes de la famille des Penaeidae, la seule du genre Artemesia.

### Pour l'espèce
- (en) Catalogue of Life : Artemesia longinaris Bate, 1888
- (en) WoRMS : espèce Artemesia longinaris Bate, 1888
- (en) Animal Diversity Web : Artemesia longinaris
- (en) NCBI : Artemesia longinaris (taxons inclus)

### Pour le genre
- (en) Catalogue of Life : Artemesia
- (en) WoRMS : Artemesia Bate, 1888 (+ liste espèces)
- (en) Animal Diversity Web : Artemesia
- (en) NCBI : Artemesia (taxons inclus)